# The Animal (canción)
«The Animal» es una canción de la banda estadounidense de heavy metal Disturbed. Fue lanzado el 4 de octubre de 2010 como el tercer sencillo de su quinto álbum de estudio Asylum (2010).
Según el vocalista David Draiman, la canción se inspiró en gran medida en la película The Wolfman (2010).

## Video musical
El 16 de noviembre de 2010 se estrenó en MTV2 un vídeo musical de "The Animal", dirigido por Charlie Terrell. Fue el primer vídeo musical del álbum Asylum en el que aparecían todos los miembros de la banda, ya que en "Another Way to Die" no aparecía ninguno de ellos y en "Asylum" solo aparecía el cantante principal David Draiman. En el vídeo también aparece la entonces prometida de Draiman y ex diva de la WWE, Lena Yada.

## Posicionamiento en lista
| Lista (2010–2011)                             | Posición |
| --------------------------------------------- | -------- |
| Estados Unidos (Hot Rock & Alternative Songs) | 6        |